# Rubberpersen

Rubberpersen. 1 Onderzijde pers. 2 Persvorm (mal). 3 Vlakke plaat. 4 Rubber blokken. 5 Bovenzijde pers.

Rubberpersen is een vormgevingstechniek die geschikt is voor de productie van kleine en middelgrote series onderdelen uit plaatmetaal. Het kan een alternatief zijn voor dieptrekken met een pers waarbij een boven- en onder mal nodig zijn.

## Techniek

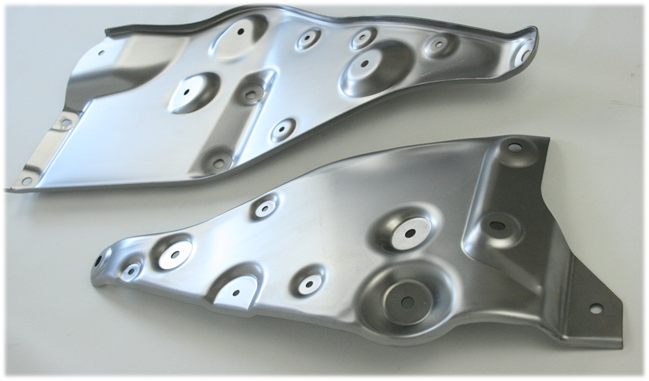
Een voorbeeld van een product dat met rubberpersen is vervormd

Bij het rubberpersproces is slechts een gefreesde ondermal nodig waarop een metalen plaat wordt gelegd. Vervolgens wordt door middel van rubber de vorm van de ondermal overgenomen in de plaat. In de meeste gevallen wordt er daarna met een 3D-lasersnijmachine het contour, gatenpatronen en dergelijke gesneden.
De eenvoud van het rubberpersgereedschap maakt dat de kosten daarvoor zo'n 85 tot 90% lager zijn dan bij het reguliere dieptrekken, maar de variabele kosten zijn hoger. Deze combinatie maakt het rubberpersen vooral geschikt voor kleinere en middelgrote series tot zo’n 5.000-10.000 stuks per jaar. Het kan een alternatief zijn voor traditionele metaalbewerking zoals knippen, kanten, lassen en afwerken.
Historisch gezien wordt de rubberperstechniek met name gebruikt in de vliegtuig- en militaire industrie. Na het jaar 2000 heeft de techniek zich ontwikkeld tot algemeen inzetbaar voor vele industriële toepassingen.

## Perskracht

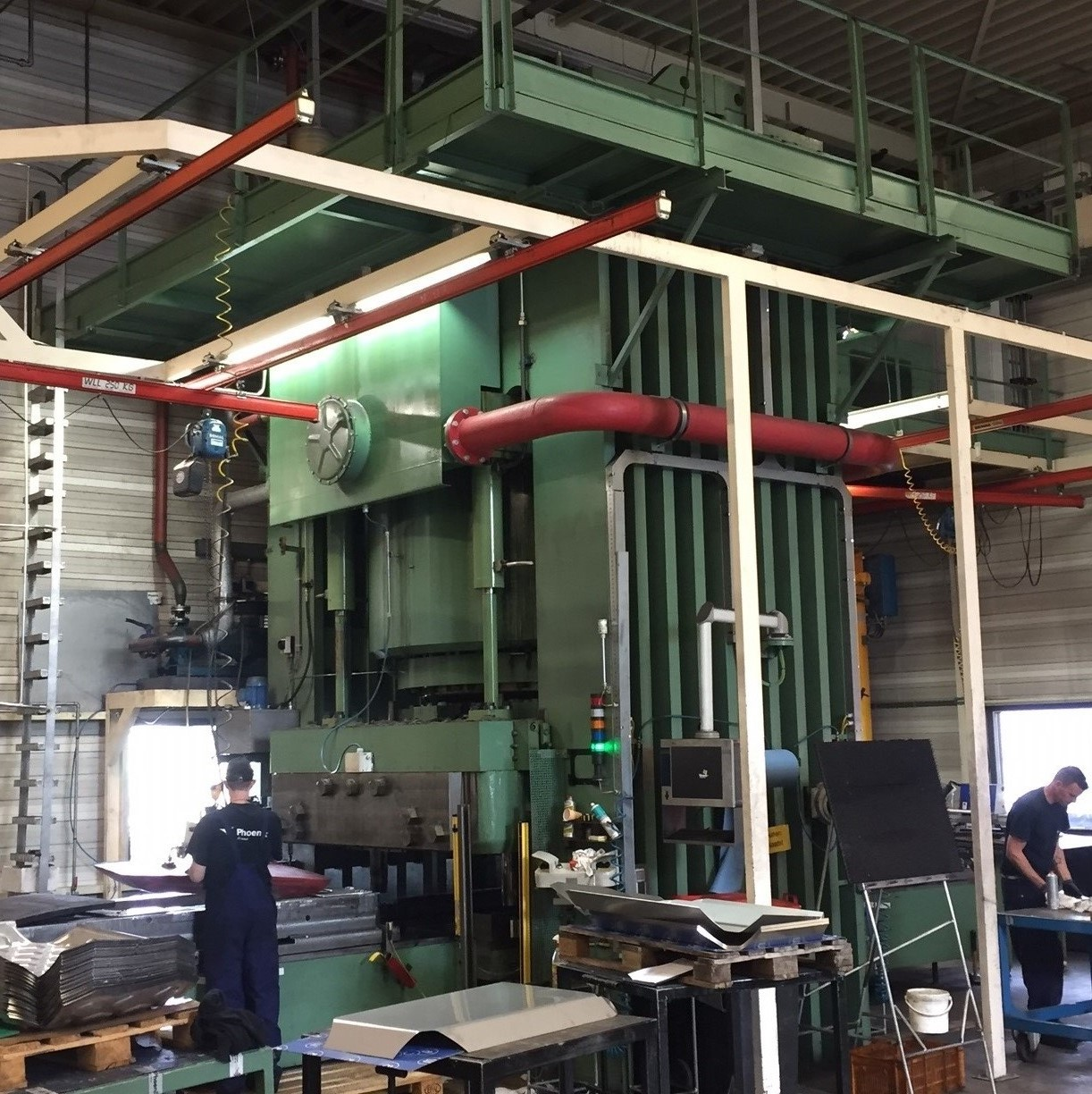
Rubberpers met 8.000 ton persvermogen

Voor het rubberpersen is een grote perskracht noodzakelijk. Wereldwijd zijn persen in gebruik met een kracht tot ca. 14.000 ton. In Nederland zijn meerdere rubberpersen waarvan de grootste een perskracht heeft van 8.000 ton met een maximaal oppervlak van 1.10 x 2.20m.

## Voor en nadelen
Voordelen:
- Korte voorbereidingstijd door eenvoudige gereedschappen
- Lage gereedschapskosten
- Geschikt voor lage en middelgrote aantallen
- Door het gebruik van rubber blijft een gepolijst of geslepen oppervlak in stand
- Geschikt voor staal, roestvast staal, aluminium en dergelijke tot een dikte van zo’n 4 mm.
- In hetzelfde gereedschap kan men verschillende plaatdiktes uit proberen. Het rubber past zich aan.

Nadelen:
- Voor zeer grote aantallen te bewerkelijk dus te kostbaar
- Iets minder vormvrijheid dan het reguliere dieptrekproces
- In de meeste gevallen niet geschikt voor plaatdiktes groter dan 4 mm.